# バットス

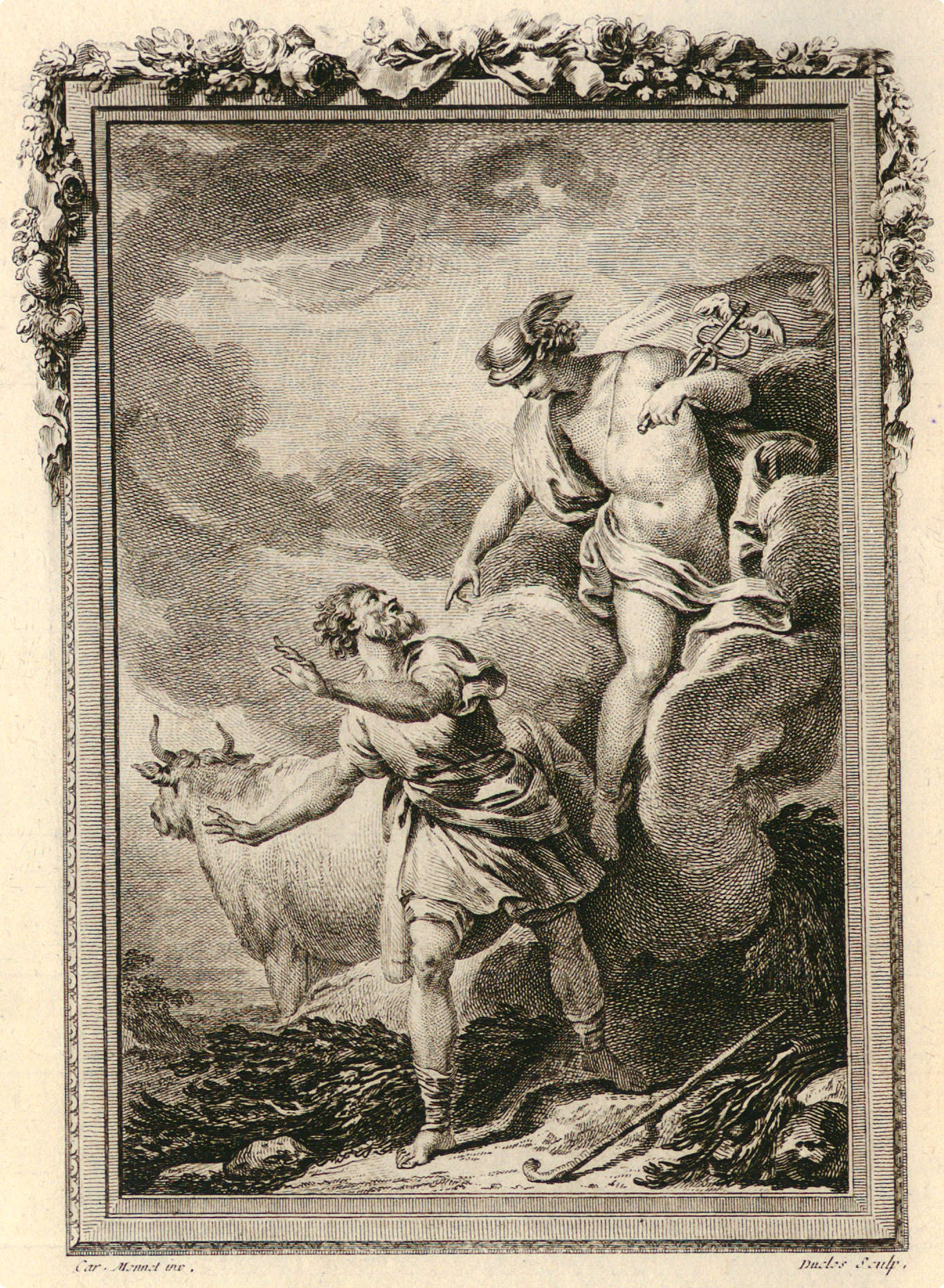
バットスを岩に変えるヘルメース。

バットス（古希: Βάττος, Battos）は、ギリシア神話の人物である。「どもり」の意。ヘルメース神の盗みを目撃したと伝えられている。
『ホメーロス風讃歌』第4歌「ヘルメース讃歌」では無名の老人であったが、オウィディウスや、アントーニーヌス・リーベラーリスのバージョンにおいてバットスの名前が登場するほか、変身譚など「ヘルメース讃歌」にはない要素が追加されている。また文献によってバットスの居住する土地も異なっている。アポロドーロスはヘルメースの盗みの物語を語っているが、バットスについては言及していない。

## 神話

### 「ヘルメース讃歌」
『ホメーロス風讃歌』第4歌「ヘルメース讃歌」によると、盗みを目撃した老人はボイオーティア地方の住人である。ヘルメースは生まれてすぐにキュレーネー山の洞窟を抜け出して、マケドニア地方のピーエリアーに行き、アポローン神の牛50頭を盗んだ。そして牛の足跡が逆になるように後ろ向きで歩かせ、自分は草履を編んでそれを履き、足跡が残らないよう工夫して歩いた。そうしてボイオーティア地方のオンケーストスを通過したとき、葡萄畑で働く老人がその光景を目撃した。ヘルメースは老人に見たことを黙っておくよう忠告し、その場を立ち去った。しばらくすると、アポローンが牛を探してオンケーストスまでやって来て、老人に牛の群れを見なかったか訊ねた。そこで老人は少年が牛の群れを後ろ向きに歩かせながら、通って行ったことを話した。

### オウィディウス

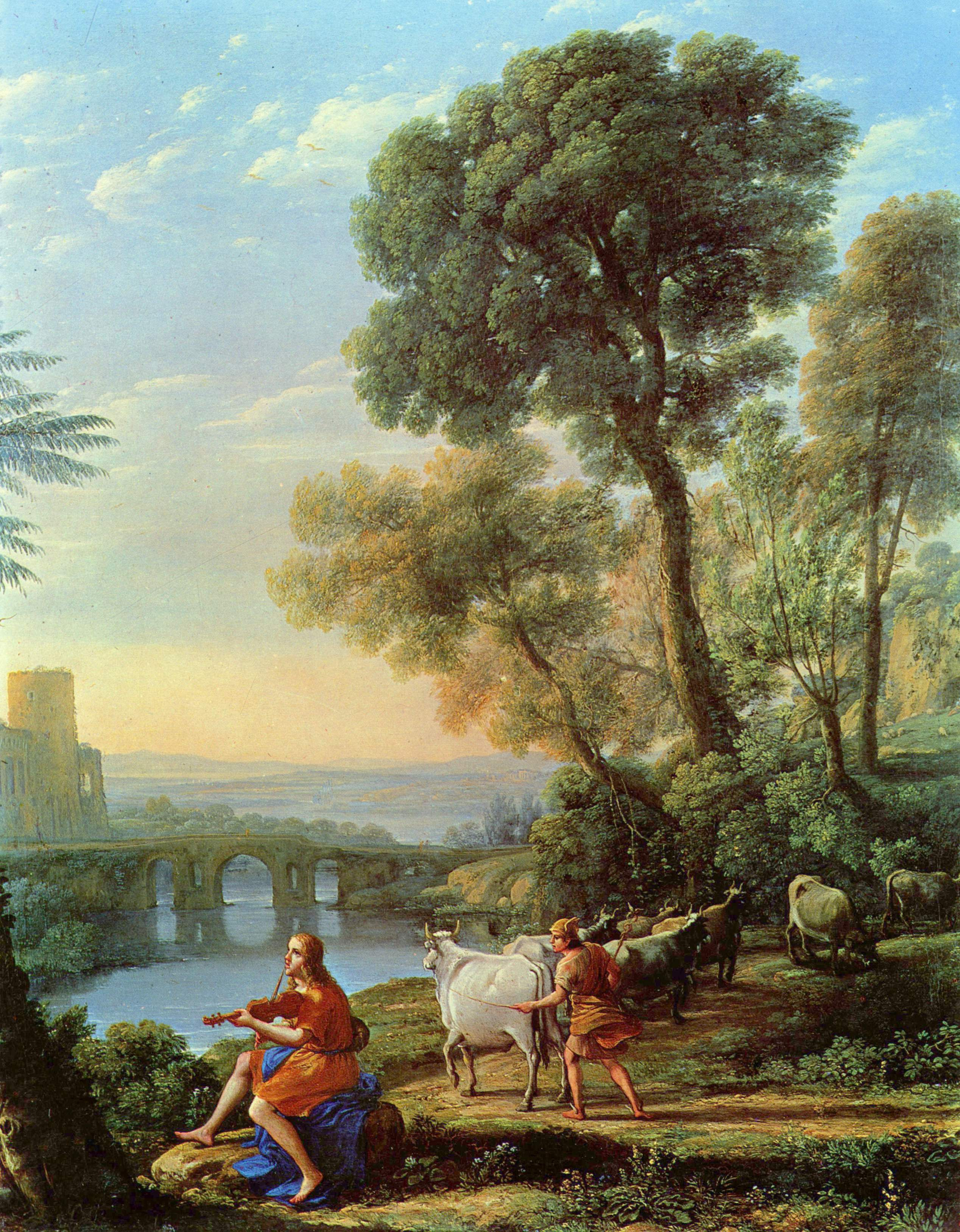
クロード・ロランの1645年頃の絵画『アポロンとメルクリウスのいる風景』。ドーリア・パンフィーリ美術館所蔵。

オウィディウスの『変身物語』によると、バットスはメッセニア地方の住人であり、ピュロス王ネーレウスに仕える家畜の番人であった。ヘルメース（ローマ神話のメルクリウス）はアポローンが音楽に耽っている間に、アポローンがエーリス地方とメッセニア地方で飼っていた牡牛の群れを盗んだが、その一部始終をバットスに目撃された。そこでヘルメースはバットスと交渉し、口止め料として見事な牡牛を1頭与えた。バットスはこれを受け取ると、「安心して行きなされ。わしが秘密を話すくらいなら、ほれ、そこの岩がばらしてしまうだろうよ」と言って、近くの岩を指さした。
ヘルメースはその場を立ち去ったが、しばらくすると変装して戻って来て、老人を試すために「つがいの牛をやるから、牛がどこに行ったか教えてくれ」と訊ねた。するとバットスは2倍の報酬に釣られて「あの山裾あたりじゃろうな」と牛の居場所を話した。それはまさしくヘルメースが牛の群れを隠した場所だったので、彼の不正直さを笑い、バットスを岩に変えた。それ以降この岩は「密告の岩」と呼ばれたという。

### アントーニーヌス・リーベラーリス
アントーニーヌスによると、バットスはアルカディアー地方の住人である。アポローンはテッサリアー地方のペライ王アドメートスの家畜と同じ場所で自身の牛の群れを飼っていた。しかしヘルメースは牛の番犬たちを眠らせ、あるいは喉の痛みを起こして吠えることができないようにして、若い牝牛12頭、軛につながれたことのない牛100頭、交配用の牡牛1頭を盗んだ。そして尾に木を結びつて引きずらせることで牛の足跡を消した。そうして牛の群れを追い立てて、テッサリアー地方からロクリス地方、ボイオーティア地方、メガラー地方を通過してコリントス、アルゴリス地方から、アルカディアー地方のテゲアーに入り、さらにマイナロス山やリュカイオン山のそばを通って、大きな岩がある場所までやって来た。その岩の頂上は見晴らしが良く、その場所にバットスは家を建てて住んでいた。彼が家の中にいると、たくさんの牛の鳴き声が聞こえてくるので、外に出てみるとヘルメースが牛の群れを連れて歩いているのを見た。そこでバットスはこのことを口外しない代わりに口止め料を要求した。ヘルメースは金を与える約束をし、コリュパシオン（メッセニア地方の都市ピュロスの別名）付近の岬の洞窟に牛の群れを隠した。そして変装して再びバットスのところに戻って来て、バットスを試すために報酬と引き換えに盗まれた牛の群れを知らないかと尋ねた。するとバットスは報酬を受け取って秘密を話した。ヘルメースは怒ってバットスを杖で打ち、岩に変えた。それ以来、その場所は「バットスの見晴らし岩」と呼ばれたという。
なお、アントーニーヌスはコロポーンのニーカンドロス、ヘーシオドス、ディデュマルコス、アレクサンドリアのアンティゴノス、ロドスのアポローニオスといった詩人がこの物語について歌ったと注記している。

## ギャラリー

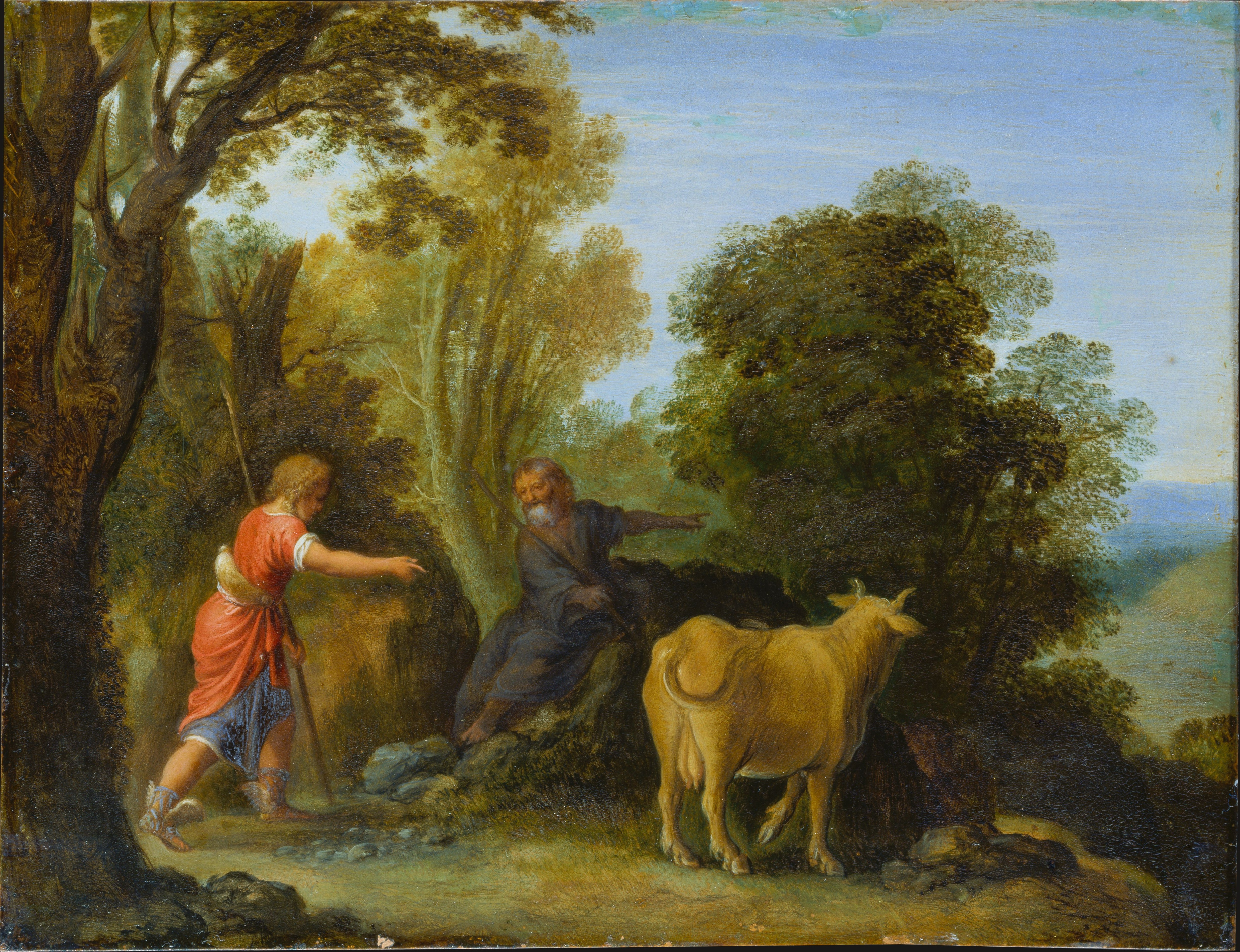
アダム・エルスハイマー『メルクリウスとバットス』1605年-1610年頃 シュテーデル美術館所蔵
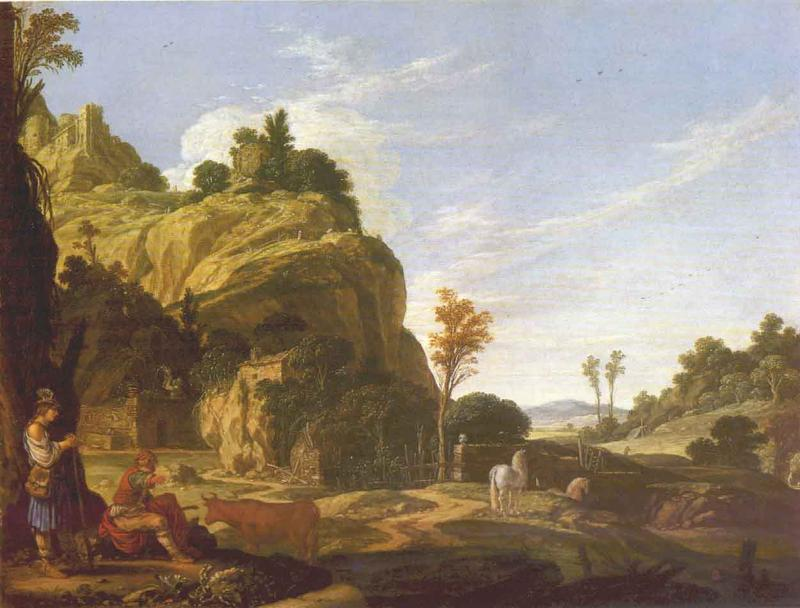
ヤーコプ・ピナス（英語版）『メルクリウスとバットスのいる風景』1618年 ヴィナー・コレクション（Wiener collection）
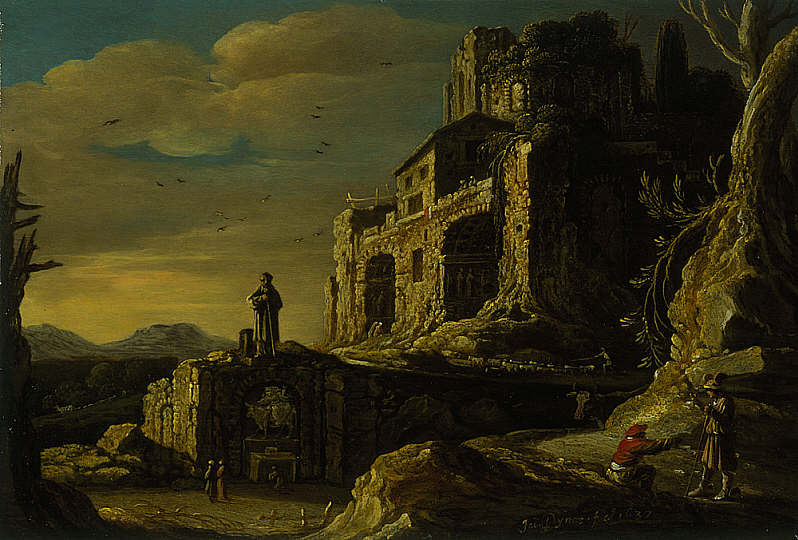
ヤーコプ・ピナス『メルクリウスとバットスのいる風景』1637年 スコットランド国立美術館所蔵
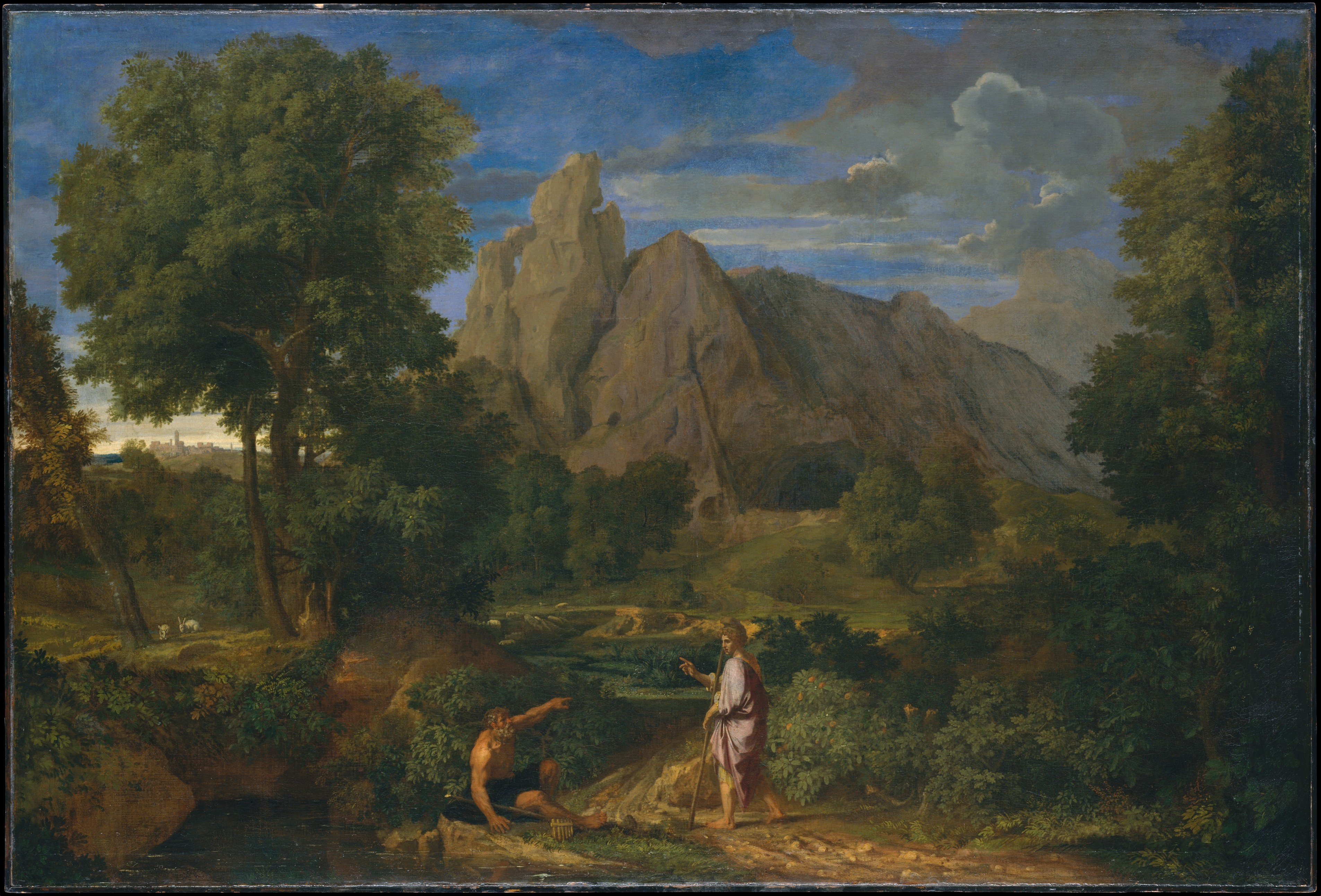
フランシスコ・ミレー（英語版）『メルクリウスとバットス』1662年から1679年の間 メトロポリタン美術館所蔵